# Godecharleprijs
De Godecharleprijs is een prijs, die eens in de twee jaar wordt uitgereikt aan Belgische kunstenaars.
De Stichting Godecharle werd gesticht op 15 maart 1871 door Napoléon Godecharle (1803-1875), die ter nagedachtenis aan zijn vader, de beeldhouwer Gilles-Lambert Godecharle, de vorming en de carrière van jonge Belgische beeldhouwers, kunstschilders en architecten wilde begunstigen.
Daartoe wordt door de stichting de Wedstrijd Godecharle georganiseerd. De weerklank ervan hangt voor alles samen met de waarde van een groot aantal laureaten, waarvan sommigen een internationale faam hebben verworven, onder hen Victor Horta.

## De wedstrijd
De competitie vond voor de eerste maal plaats in 1881. Het werd eerst om de drie jaar georganiseerd bij gelegenheid van de driejaarlijkse Salons voor Schone Kunsten van Brussel. Door de Eerste Wereldoorlog werden de wedstrijden tot 1921 geschorst. Sedert 1933 vindt hij om de twee jaar plaats.
De laureaten ontvangen een beurs van 5.000 euro voor een termijn van twee jaar. Per jaar trekken ze de helft van dit bedrag. Overeenkomstig de wil van de stichter moeten zij deze som besteden aan buitenlandse studiereizen en opzoekingen.
Het beheer van de Stichting Godecharle wordt verzekerd door de Commissie voor Studiebeurzenstichtingen van Brabant. Zij organiseert ook de wedstrijden.

## De jury
De Godecharle-beurzen worden toegekend door een commissie, steunend op de voorstellen die gedaan worden door de wedstrijdjury’s. De meest befaamde Belgische kunstenaars van de laatste honderd jaar, beeldhouwers, schilders en architecten, hebben aanvaard er deel van uit te maken. 

## Laureaten
Winnaars van de Godecharleprijs van 1881 tot heden.
| Jaar | Beeldhouwkunst                                     | Schilderkunst                                                                                       | Architectuur                                                                                          |
| ---- | -------------------------------------------------- | --------------------------------------------------------------------------------------------------- | --- |
| 1881 |                                                    | Eugène Broerman                                                                                     | |
| 1884 | Paul Dubois                                        | Guillaume Van Strydonck                                                                             | Victor Horta                                                                                          |
| 1887 | Égide Rombaux                                      | José Dierickx                                                                                       | Michel De Braey                                                                                       |
| 1890 | Victor Rousseau                                    | Auguste Leveque                                                                                     | Adolphe Kockerols                                                                                     |
| 1894 |                                                    | Ernest Wante en Eduard van Esbroeck                                                                 | Emile Lambot                                                                                          |
| 1897 | Edward Deckers en Jacques Marin                    | Alfred Bastien                                                                                      | |
| 1900 | Paul Nocquet                                       | Philippe Swyncop                                                                                    | Paul Bonduelle                                                                                        |
| 1903 | Charles De Brichy                                  | Isidore Opsomer                                                                                     | Joseph Van Neck                                                                                       |
| 1907 | Charles Collard                                    | Joe English                                                                                         | Pol Berger                                                                                            |
| 1910 | Marnix d'Haveloose                                 | Pol Vandebroek                                                                                      | Arthur Smet                                                                                           |
| 1913 | Alfred Courtens                                    | François Pycke                                                                                      | Jean Hendrickx                                                                                        |
| 1921 |                                                    | Éliane de Meuse (uitgereikt aan een vrouw voor de eerste keer van de geschiedenis van de wedstrijd) | |
| 1924 | John Cluysenaar                                    | Léon Navez                                                                                          | Antoine Courtens                                                                                      |
| 1928 | Fernand Debonnaires                                | Taf Wallet                                                                                          | Victor Maeremans                                                                                      |
| 1931 |                                                    | Peter Colfs en Maurice Schelck                                                                      | |
| 1933 | Pol Van Esbroeck                                   | Jean Vander Loo                                                                                     | |
| 1935 |                                                    | Geert Reusens                                                                                       | Emile Demey en Renaat Braem                                                                           |
| 1937 |                                                    | | Georges Lambeau                                                                                       |
| 1939 | Elisabeth Barmarin                                 | Gustave Camus                                                                                       | |
| 1941 | Albert Baisieux                                    | Luc Peire                                                                                           | |
| 1943 | Lode Eyckermans                                    | Maurits Van Saene                                                                                   | Clara Bourgonjon                                                                                      |
| 1945 |                                                    | | |
| 1947 | André Hupet                                        | | |
| 1949 | Rik Poot                                           | Jacques Lussie                                                                                      | |
| 1951 | Robert Coolens                                     | | |
| 1953 |                                                    | | |
| 1955 | Christian Leroy                                    | | |
| 1957 | Jean-Pierre Ghysels                                | Jacqueline Desmare                                                                                  | Jean Wilfart                                                                                          |
| 1959 | Pol Spilliaert                                     | | |
| 1961 | Frans Van Den Brande                               | Solange François                                                                                    | Jean-Pierre Santenois                                                                                 |
| 1963 |                                                    | Karel Dierickx                                                                                      | |
| 1965 |                                                    | | |
| 1967 |                                                    | Nathalie Van Lierde                                                                                 | |
| 1969 |                                                    | Christine Teller                                                                                    | Johan Baele                                                                                           |
| 1971 |                                                    | | Wim Mortelmans en Jean-Claude Herman                                                                  |
| 1973 |                                                    | Christian Rolet                                                                                     | Claude Leveque                                                                                        |
| 1975 |                                                    | Marianne Dock                                                                                       | Luke Vanhooren                                                                                        |
| 1977 | Olivier Leloup                                     | Jacques 't Kindt                                                                                    | |
| 1979 | Eddy Walrave                                       | Herman Maes                                                                                         | Paul Robbrecht                                                                                        |
| 1981 | Tom Frantzen                                       | | Christian Kieckens                                                                                    |
| 1983 | Vincent Rouseau en Lucie Sentjens                  | Barthel Ritzen                                                                                      | |
| 1985 | Bart Decq                                          | Elsje Lemaire                                                                                       | Luc Van De Steene                                                                                     |
| 1987 | Louis Halleux                                      | Daniel Colin                                                                                        | |
| 1989 | Bart De Zutter                                     | Gery De Smet                                                                                        | Martine De Maeseneer                                                                                  |
| 1991 | Sven 't Jolle                                      | Nico De Gughtenaere                                                                                 | |
| 1993 | Robin Vokaer                                       | Stefan Annerel                                                                                      | Nathalie Vervenne                                                                                     |
| 1995 | Alexandra Jacquet                                  | Yves Lecomte                                                                                        | |
| 1997 | Christina Van Glabeke, Mario Ferretti (vermelding) | Katleen Vermeir, Xavier Martin (vermelding)                                                         | Peter Swinnen, Pierre Lemaire (vermelding)                                                            |
| 1999 | Alexis Remacle                                     | Sarah Walraet                                                                                       | Pierre Lemaire                                                                                        |
| 2001 |                                                    | Thijs Snauwaert                                                                                     | Vincent Callebaut en Caroline Voet                                                                    |
| 2003 | Denis Mahin                                        | Stephan Balleux, Baptiste Colmant (vermelding), Vasken Mardikian (vermelding)                       | Leonard Gellegos, Evelyne Hamblok (vermelding), Cedric Libert (vermelding), Olivier Mylle(vermelding) |
| 2005 | Nick Ervinck, Cathy Weyders (vermelding)           | Boris Thiebaut, Chiel Lambrecht (vermelding), Vincent Verscheure (vermelding)                       | Pieter D'Haeseleer                                                                                    |
| 2007 |                                                    | Marie Zolamian                                                                                      | Kelly Hendriks                                                                                        |
| 2009 | Steve Dehoux                                       | Anna-Maija Rissanen                                                                                 | Chloé De Wolf                                                                                         |
| 2011 | Caroline de Sauvage                                | Lucie Flamant                                                                                       | Axel Clissen                                                                                          |
| 2013 | Nel Bonte                                          | Pierre Maurcot                                                                                      | Steven Schenk                                                                                         |
| 2015 | Ronja Schlickmann                                  | Hadrien Bruyaux                                                                                     | Evelyne Baeten                                                                                        |
| 2017 | Conrad Willems                                     | Charlotte Flamand                                                                                   | Wouter Verstraete                                                                                     |
| 2019 | Lionel Pennings                                    | Antoine Waterkeyn                                                                                   | Bert Stoffels (en Pierre Greaume (vermelding))                                                        |
| 2022 |                                                    | | Cente Van Hout, Tomás Barberá Ramallo (vermelding)                                                    |
| 2025 | Augustín David LIosa Arno Camps                    | Diego Herman Morgane Trebus                                                                         | Charles De Muynck Elisabeth Terrisse de Botton                                                        |